# Hotarionomus abbreviatus
Hotarionomus abbreviatus är en skalbaggsart som beskrevs av Stefan von Breuning 1948. Hotarionomus abbreviatus ingår i släktet Hotarionomus och familjen långhorningar. Inga underarter finns listade i Catalogue of Life.